# Adam Opalski

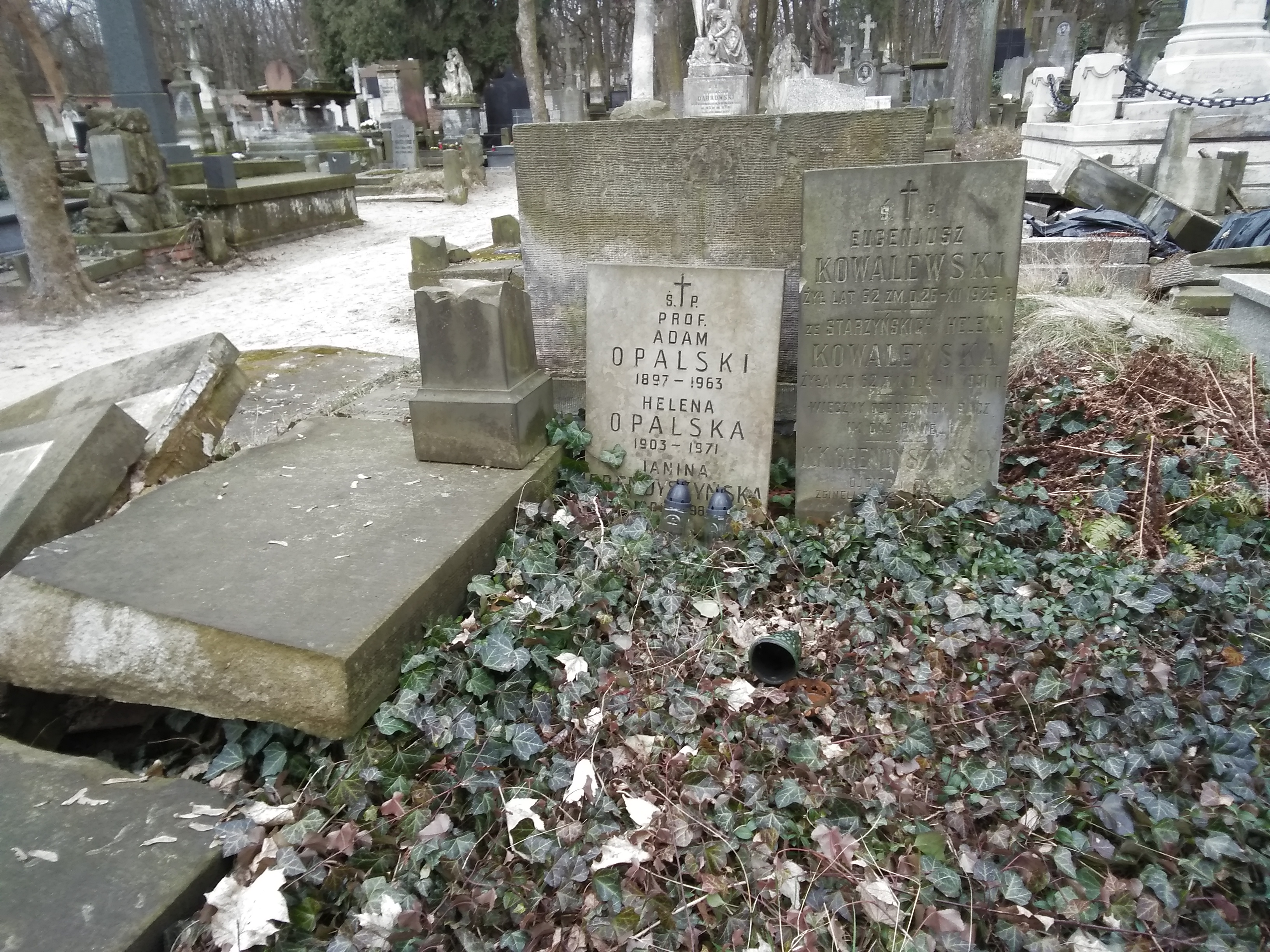
Grób Adama Opalskiego na cmentarzu Powązkowskim

Adam Opalski (ur. 26 listopada 1897 w Olkuszu, zm. 3 listopada 1963 w Warszawie) – polski lekarz neurolog. Jego nazwisko wiązane jest do dziś z opisanymi przez niego w przebiegu choroby Wilsona tzw. komórkami Opalskiego.

## Życiorys
Urodził się w 1897 roku w Olkuszu jako syn Józefa Kaspra Opalskiego (1864–1926), lekarza pracującego w Szpitalu Św. Błażeja, jednocześnie radnego miejskiego i prezesa Banku Spółdzielczego. Miał brata Wiesława. Studiował medycynę na Wydziale Lekarskim Uniwersytetu Warszawskiego. Trzykrotnie otrzymywał stypendium Fundacji Rockefellera, które odbył w Zakładzie Anatomii Patologicznej przy Niemieckim Instytucie Badawczym Psychiatrii (Deutsche Forschungsanstalt für Psychiatrie) w Monachium u Walthera Spielmeyera oraz w Stanach Zjednoczonych i Kanadzie. W 1935 roku został docentem chorób nerwowych na Uniwersytecie Warszawskim. Po wojnie od 1946 do 1950 profesor na UW i Akademii Medycznej w Warszawie (1950–1958). Od 1946 członek zwyczajny Towarzystwa Naukowego Warszawskiego, od 1948 członek korespondent PAU i od 1952 członek korespondent PAN. W 1955 został odznaczony Krzyżem Oficerskim Orderu Odrodzenia Polski.
Ze szkoły neuropatologicznej Opalskiego wyszli m.in. Mirosław Mossakowski i Irena Hausmanowa-Petrusewicz.
Żonaty z Heleną Kowalewską (1903–1971), małżeństwo było bezdzietne. Zmarł 3 listopada 1963 w Warszawie, po długiej chorobie. Jego grób znajduje się na cmentarzu Powązkowskim (kwatera 30, rząd 3, miejsce 37/38). Artykuły wspomnieniowe poświęcili mu Eufemiusz Herman, Mossakowski, Jakimowicz, Kistelska-Nielubowicz i Ludo van Bogaert. W swojej autobiografii wspominał go Karl Stern.

## Dorobek naukowy
Opalski był autorem 31 prac ogłoszonych drukiem. Podczas pobytu w Monachium opisał przerosłe komórki glejowe, które uznał za charakterystyczne dla zwyrodnienia soczewkowo-wątrobowego (choroby Wilsona); koncepcja Opalskiego z czasem zyskała uznanie i eponimiczna nazwa komórek Opalskiego jest powszechnie przyjęta. Przedstawił też monografię na temat patomorfologii zwoju Gassera i inne prace, na temat cytoarchitektoniki wyściółki układu komorowego, wągrzycy mózgu, pochodzenia komórek Alzheimera typu II. W 1946 roku opisał zespół tętnicy rdzeniowej tylnej, określany też jako zespół Opalskiego.

## Wybrane prace
- G. Bodechtel, A. Opalski. Gefäßbedingte Herde bei der tuberkulösen Meningitis. „Zeitschrift für die gesamte Neurologie und Psychiatrie”. 125 (1), s. 401–422, 1930. DOI: 10.1007/BF02880283.
- Über eine besondere Art von Gliazellen bei der Wilson-Pseudosklerosegruppe. „Zeitschrift für die gesamte Neurologie und Psychiatrie”. 124 (1), s. 420–425, 1930. DOI: 10.1007/BF02865108.
- Zur normalen und pathologischen Anatomie des Ganglion Gasseri. „Zeitschrift für die gesamte Neurologie und Psychiatrie”. 124 (1), s. 383–419, 1930. DOI: 10.1007/BF02865107.
- Über lokale Unterschiede im Bau der Ventrikelwände beim Menschen. „Zeitschrift für die gesamte Neurologie und Psychiatrie”. 149 (1), s. 221–254, 1934. DOI: 10.1007/BF02870512.
- Studien zur allgemeinen Histopathologie der Ventrikelwände, „Zeitschrift für die gesamte Neurologie und Psychiatrie”, 150 (1), 1934, s. 42–74, DOI: 10.1007/BF02890897.
- Morfologja i patogeneza zapaleń wyściółki i gleju podwyściółkowego. Neurologia Polska, 1933
- Nauka o lokalizacji w ośrodkowym układzie nerwowym w świetle najnowszych poglądów. Medycyna 9, 13, ss. 437-440, 1935
- Podział i charakterystyka zapaleń mózgu, występujących u dzieci. Pediatria Polska 15, 6, ss. 373-384, 1935
- Objawy neurologiczne w przebiegu niedocukrzenia insulinowego u chorych psychicznie. Rocznik Psychiatryczny 31, ss. 112-156, 1938